# Nutricia
Nutricia (вимовляється Нутрі́ція) — спеціалізована компанія, напрямком діяльності якої є здорове харчування та охорона здоров'я. Входить до складу групи продовольчих компаній Danone. Зосереджує діяльність на наукових дослідженнях і розробці харчових продуктів для пацієнтів та людей, для яких звичайна дієта не підходить у тій чи іншій мірі. Однією з основних галузей діяльності є дитяче харчування. Штаб-квартира — у Амстердамі.

## Історія
У 1896 році Мартінус ван дер Хаген (Martinus van der Hagen), власник молочної фабрики у німецькому місті Зотермеер, почав виробництво перших в історії дитячих сумішей на основі коров'ячого молока, використовуючи унікальну на той час методику сушки молока у пекарні. Ці суміші стали першими в різноманітному асортименті продуктів компанії Nutricia.
На початку 20-го століття Nutricia встановлює тісне співробітництво з провідними медичними спеціалістами з розробки спеціальних продуктів. У 1905 році Nutricia ввела поняття спеціалізованої медичної їжі, розробивши спеціальні дієтичні продукти, такі як молоко з низьким вмістом цукру для пацієнтів, які страждають на діабет, і молоко, збагачене йодом.
У часи Першої світової війни продукти компанії Nutricia роздавалися безкоштовно.
Після закінчення Другої світової війни Nutricia сфокусувалася на науковій розробці продуктів харчування. У 1946 році був відкритий перший власний науково-дослідницький центр. У цьому ж році вперше впродаж надійшли дитячі продукти для прикорму в баночках. Починаючи з 1950 року дієтологи-спеціалісти почали проводити освітню роботу з педіатрами, що вели практику, про правильне харчування малюків у перший рік життя.
Технічні відкриття, що були зроблені у 60-ті роки, призвели до розробки спеціалізованих харчових продуктів для лікарень і введенню Nutri 2000 — комплексного рішення для хронічно хворих людей, що мають серйозні проблеми з харчуванням.
У 1990-х Nutricia придбала кілька заводів, що займаються випуском дитячого харчування: SHS International (Велика Британія) і Milupa (Німеччина). Це також розширило її можливості розробок в галузі харчування для людей з вродженими порушеннями обміну речовин і тяжкою формою алергії на коров'яче молоко. Разом з британським виробником дитячого харчування Cow & Gate ці компанії були об'єднані під брендом Numico. У 2007 році Numico став частиною групи Danone.

## Дитяче харчування
Під маркою Nutricia ще на початку минулого століття почали виходити цілком нові на той час продукти харчування для маленьких дітей. У 1946 році були випущені перші готові овочеві суміші для дітей — Olvarit. Через декілька років, у 1955 р. Nutricia вводить в обіг спеціальне дитяче борошно на основі рису. Зараз різноманіття продуктів дитячого харчування Nutricia у змозі задовольнити найрізноманітніші смаки та потреби.
За даними дослідження «NIELSEN HOLDINGS H.V.», у 2011 р. Nutricia посіла перше місце в категорії дитячих сумішей від півроку до року в 13 країнах Європи.

## Дослідницькі центри
Сьогодні група компаній Nutricia — це:
- 21 завод з виробництва дитячого харчування;
- 49 молокозаводів;
- 3 заводи з виробництва лікувального харчування.

Також у склад групи компаній входять два наукових центри у Нідерландах і Франції, які досліджують вплив харчування в ранньому віці на здоров'я в майбутньому, розвиток мікрофлори та імунної системи. Ще один напрям — вивчення складу і властивостей грудного молока, що проводиться вже понад 30 років у
власному спеціалізованому науковому центрі Nutricia.
До обов'язків наукових центрів входить:
- перевірка наявності у складі продуктів всіх необхідних поживних речовин;
- перевірка на відсутність у продуктах шкідливих речовин: пестицидів, мікотоксинів, важких металів, нітратів, нітритів, залишкової кількості медичних препаратів і т. д.;
- проведення всього спектру мікробіологічних аналізів: від умовно патогенних до патогенних бактерій.[4][5]

## Основні дочірні компанії
- І Ccedilmosan AS (Туреччина);
- Larkhall, Efamol Ltd (Британія);
- Rexall Sundown, Inc., Enrich International, Inc. (США),
- Lever (Індія);
- Kasdorf SA (Аргентина);
- Milupa SA (Швейцарія);
- Mococa (Бразилія);
- Northfield Pty Ltd (Австралія);
- Nutricia Ltd (Нова Зеландія);
- Nutricia Nederland BV;
- Galenco NV (Бельгія);
- Ovita Nutricia Sp. Zoo (Польща);
- Pack-о-Med Medical Supply Systems BV (Нідерланди);
- PT Сарі Husada Tbk (Індонезія);
- Qihe Milk Corporation Ltd (Китай);
- Szabolcstej (Угорщина);
- Vitamex AB (Швеція).[6]